# Баллонная астрономия
Баллонная астрономия — астрономические наблюдения, проводимые с аэростатов. Телескоп при этом подвешивается к одному или нескольким стратостатам, которые поднимаются на высоту 20-40 км, то есть выше плотных слоёв атмосферы. Это приводит к значительному увеличению разрешающей силы, и проницания телескопа, позволяет вести наблюдения в полосах частот, которые блокируются атмосферой.
Аэростатные телескопы гораздо дешевле космических телескопов, но их недостатками являются относительно малая высота и малое время полёта, составляющее лишь несколько дней. Однако, максимальная высота подъёма аэростатных телескопов — 50 км, что гораздо больше максимальной высоты для воздушных обсерваторий, таких как Воздушная обсерватория имени Койпера и SOFIA, которые могут подниматься лишь до 15 км. С другой стороны, приземление аэростатных телескопов сопряжено с трудностями и зачастую приводит к повреждению или уничтожению телескопа.
Аэростат уменьшает поле обзора телескопа в области зенита, но длинный подвес способен уменьшить загораживание баллоном до 2°. Телескоп должен быть устойчив к воздействию ветров стратосферы, а также к вращению и колебательным движениям аэростата. Азимутальная устойчивость может быть обеспечена магнитометром вкупе с гироскопом или астровизиром для мелких коррекций.

## Запуски
| Название       | Годы действия | Описание и назначение |
| -------------- | ------------- | --- |
| Stratoscope I  | 1957-59       | 12-дюймовый телескоп, прикреплённый к полиэтиленовому аэростату. Первый аэростатный телескоп. Производил фотосъёмку Солнца. В 1959 году был запущен ещё раз, теперь с телевизионным передатчиком.                                            |
| Stratoscope II | 1963-71       | 36-дюймовый телескоп, подвешенный к двум аэростатам. |
| THISBE         | 1973-76       | Инфракрасный телескоп, использовавшийся для наблюдения собственного свечения атмосферы, зодиакального света, а также центральной области галактики.                                                                                          |
| HIREGS         | 1991-98       | Спектрометр высокого разрешения для изучения гамма-лучей и жёсткого рентгеновского излучения от солнечных вспышек и галактических источников. Использовал массив охлаждаемых жидким азотом германиевых детекторов.                           |
| BOOMERanG      | 1997-2003     | Микроволновый телескоп с криогенным детектором частиц, запущенный в долгий полёт над Антарктикой. Был использован для наблюдения реликтового излучения.                                                                                      |
| MAXIMA         | 1998-99       | Микроволновый телескоп с криогенным детектором частиц, использовавшийся для измерения реликтового излучения. |
| HERO           | 2001-10       | Телескоп жёсткого рентгеновского диапазона. Был запущен в 2001 году, но разбился в 2010, уничтожив телескоп. |
| BLAST          | 2003-         | Субмиллиметровый телескоп с 2 м апертурой. Был уничтожен в ходе третьего полёта, но после восстановлен, и совершил четвёртый в 2010 г. |
| InFOCμS        | 2004-         | Телескоп жёсткого рентгеновского диапазона с эффективной площадью 49 см2 |
| HEFT           | 2005          | Телескоп жёсткого рентгеновского диапазона с оптикой, использовавшей падение лучей под малым углом. |
| Sunrise        | 2009-         | 1-метровый телескоп ультрафиолетового диапазона со стабилизацией изображения и адаптивной оптикой, предназначенный для наблюдения Солнца. |
| PoGOLite       | 2011–         | Телескоп предназначенный для измерения поляризации жесткого рентгеновского излучения и мягкого гамма-излучения. |
| Spider         | 2015–         | Субмиллиметровый телескоп для поиска первичных гравитационных волн |
| SuperBIT       | 2015–         | Телескоп с широким полем зрения, работающий в диапазоне от ближнего ИК до ближнего УФ и оптически ограниченной дифракцией, картографирует распределение темной материи в скоплениях галактик с помощью слабого гравитационного линзирования. |